# تشهل حصار
تشهل حصار (مقاطعة إسفراين) (بالفارسية: چهل حصار) هي قرية تقع في قسم زرق‌آباد الريفي (مقاطعة إسفراين) في إيران. يقدر عدد سكانها بـ 1,396 نسمة .